# The Detective Is Already Dead.
The Detective Is Already Dead. (探偵はもう、死んでいる Tantei wa Mō, Shindeiru.) ist eine Anime-Fernsehserie, deren erste Staffel zwischen dem 4. Juli und dem 19. September 2021 im japanischen Fernsehen ausgestrahlt wurde. Die erste Staffel entstand unter der Regie von Manabu Kurihara im Studio ENGI. Die Fernsehserie basiert auf der Romanreihe Tantei wa Mō, Shindeiru. von Nigojū und ist in den Gattungen Science Fantasy, Mystery, Drama und der romantischen Komödie zu verorten.
Der Anime folgt der Geschichte des Oberschülers Kimihiko Kimizuka, der drei Jahre lang als Assistent der Meisterdetektivin Siesta die Welt bereiste und nach deren Tod versucht, wieder ein normales Leben zu führen.
Im Juli des Jahres 2022 wurde die Produktion einer zweiten Staffel offiziell bestätigt.

## Handlung
Eines Tages wird der Mittelschüler Kimihiko Kimizuka, der das Unglück magisch anzieht, verschleppt und dazu gezwungen, einen Koffer mit unbekanntem Inhalt mit dem Flugzeug ins Ausland zu bringen. An Bord der Maschine bekommt er mit, dass das Flugzeug, in dem er sich gerade befindet, von Unbekannten entführt wurde. Er wird von Siesta, einer Meisterdetektivin, die scheinbar rein zufällig neben ihm einen Platz im Flugzeug hatte, als Assistent vorgestellt und zum Cockpit gebracht. Dort befindet sich der Entführer, der sich als „Komori“ (zu Deutsch „Fledermaus“) vorstellt und den beiden ein Rätsel stellt, dessen Antwort über das Leben aller Passagiere entscheidet. Siesta ist in der Lage, dieses Rätsel ohne Probleme zu lösen. Doch ihr Nachhaken sorgt dafür, dass Komori die Kontrolle verliert und die beiden mit einem Homunkulus – einer Art Tentakel, die aus seinem Körper wächst – angreift. Die Detektivin kann den Entführer dank der Hilfe Kimihikos und dem Inhalt des mysteriösen Koffers – eine Muskete, geladen mit speziellen Kugeln, die aus Siestas Blut gefertigt wurden – zur Aufgabe zwingen. Nachdem Komori von der Polizei abgeführt worden ist, gibt Siesta letztlich Preis, für Kimihikos Entführung verantwortlich zu sein und alle Abläufe im Voraus geplant zu haben, um den Entführer verhaften zu können.
Anfangs davon abgeneigt, Siesta als Assistent zu begleiten, willigt er schließlich doch ein, nachdem beide einen Fall an Kimihikos Schule lösen können. So begibt sich der Mittelschüler gemeinsam mit der Meisterdetektivin auf eine Mission, die geheime Organisation „SPES“, zu dessen Mitgliedern auch Komori gehörte, auszuspionieren und zu bekämpfen, ehe ihre gemeinsame Reise nach drei Jahren mit dem Tod der Detektivin endete.
Inzwischen besucht Kimihiko die Oberschule und versucht, ein normales Leben zu führen. Doch aufgrund diverser Reportagen und Berichte über ihn und seine Heldentaten in den Zeitungen und im Internet wird seine Mitschülerin Nagisa Natsunagi auf ihn aufmerksam. Sie bittet ihn, einen Fall zu übernehmen. Sie hatte vor längerer Zeit eine Herztransplantation und möchte wissen, wem das Herz zuvor gehörte, da sie scheinbar Erinnerungen des Vorbesitzers hat. Widerwillig nimmt er den Fall an und bittet die Polizeioberdirektorin Fūbi Kase, die Kimihiko aufgrund seines Unglücks, in falschen Momenten am falschen Ort zu sein kennt, um Hilfe. Diese bringt die beiden zu einem Hochsicherheitsgefängnis, in welchem der inzwischen erblindete Komori, untergebracht ist. Durch ihn und dessen Homunkulus kommt die Identität des Vorbesitzers von Nagisas Herzen ans Licht. Es ist das Herz der Meisterdetektivin Siesta.
Nagisa beschließt kurz darauf, selbst in die Rolle der Meisterdetektivin zu schlüpfen. Der erste Fall lässt nicht lange auf sich warten, denn vor den beiden taucht plötzlich ein junges Super-Idol auf und erbittet die Hilfe der beiden.

## Produktion
Am 20. Januar 2021 wurde angekündigt, dass Tantei wa Mō, Shindeiru, eine Umsetzung als Anime-Fernsehserie erhält. Diese entsteht unter der Regie von Manabu Kurihara im Studio ENGI. Das Drehbuch stammt aus der Feder von Deko Akao während sich Yōsuke Itō für das Charakterdesign verantwortlich zeigt. Die Serienmusik wurde von Yuuyu, Naoki Tano und Tatsuya Yano komponiert.
Am 24. Juli 2022 wurde im Rahmen des Natsu no Gakuensai – einer speziellen Veranstaltung für das Magazin MF Bunko J – bekannt gegeben, dass sich die Produktion einer zweiten Staffel offiziell in Arbeit befindet, ohne jedoch weitere Details bekannt zu geben.

## Aufbau und Inhalt der Episoden
Die zwölf Episoden der ersten Staffel decken den Inhalt der ersten drei Romanbände ab. So deckte der erste Teil der ersten Episode, sowie die Episoden zwei bis vier den Inhalt des ersten Romans ab. Der zweite Teil der ersten Folge, sowie die Episoden 5 bis acht, den Inhalt des zweiten Romans. In einem Interview mit Kim Morrissy von Anime News Network erklärte Regisseur Kurihara, dass die erste Episode ursprünglich nicht als ein 40-minütiges Spezial geplant gewesen sei und dass vom Originalwerk abgewichen wurde, um dem Charakter Siesta einen „starken und einprägsamen“ Eindruck zu verschaffen. Laut Kurihara wäre Siesta kaum in der Serie präsent gewesen, wenn man sich an die Handlungsabläufe der Vorlage gehalten hätte.
Der Inhalt der ersten zwölf Episoden der Anime-Fernsehserie wurden im Nachholstil wiedergegeben. So wurden Handlungen in der Gegenwart erzählt und zwischendurch durch Geschehnisse aus der Vergangenheit unterbrochen, ehe diese zu einem späteren Zeitpunkt fortgesetzt werden.

## Musik
Kagura Nana sang mit dem Stück Kodō das Lied, welches im Abspann der ersten Staffel zu hören ist. Das Lied im Vorspann der ersten Staffel heißt Koko de Ikiteru und wurde von MARY × jon-YAKITORY interpretiert. Der Soundtrack erschien, gemeinsam mit dem Opening, dem Ending sowie weiteren Musikstücken am 25. August 2021 auf CD.

## Ausstrahlung

### Japan
Die zwölf Episoden umfassende erste Staffel war zwischen dem 4. Juli und dem 19. September 2021 erstmals auf AT-X, BS-NTV und TV Tokyo im japanischen Fernsehen zu sehen. Die erste Episode wurde gemeinsam mit einem einstündigen Special gezeigt.

### Deutschsprachiger Raum
Anfang Juli 2021 gab der französische Anime-Streamingdienst Wakanim bekannt, die erste Staffel der Serie im Simulcast zu zeigen, darunter auch im deutschsprachigen Raum. Am 14. Juli 2021 gab Wakanim bekannt, dass die Anime-Fernsehserie eine deutschsprachige Vertonung erhält. Die erste Episode in deutscher Sprache wurde am 18. Juli gezeigt.

### Weltweit
Im englischsprachigen Raum wurde die erste Staffel von Funimation im Simulcast gezeigt. Im Oktober 2021 startete die Ausstrahlung der ersten Staffel mit englischsprachiger Synchronisation.
Muse Asia sicherte sich die Lizenz für eine Ausstrahlung der ersten Staffel außerhalb Japans im asiatischen Raum. Allerdings gab Muse Asia im Oktober gleichen Jahres bekannt, den Simulcast der Serie abzubrechen ohne dabei einen Grund zu nennen.

## Synchronisation
Die deutsche Tonfassung der Anime-Fernsehserie entsteht im Synchronstudio Digital Media Technologie in Hamburg. Die Dialogregie übernimmt Yannick Forstenhäusler.
| Rolle                      | Japanische Stimme (Seiyū) | Deutsche Stimme         |
| -------------------------- | ------------------------- | ----------------------- |
| Kimihiko Kimizuka          | Shin Nagai                | Daniel Kirchberger      |
| Siesta                     | Saki Miyashita            | Julia Fölster           |
| Nagisa Natsunagi           | Ayana Taketatsu           | Annika Tenter           |
| Yui Saikawa                | Kanon Takao               | Samina König            |
| Charlotte Arisaka Anderson | Saho Shirasu              | Liza Ohm                |
| Alicia                     | Maria Naganawa            | Leoni Kristin Oeffinger |
| Kōmori (Bat)               | Yoshitsugo Matsuoka       | Patrick Stamme          |
| Cerberus                   | Jouji Nakata              | Marek Erhardt           |
| Chameleon                  | Takehito Koyasu           | Yannick Forstenhäusler  |
| Hel                        | Yumiri Hanamori           | Linda Fölster           |
| Fūbi Kase                  | Mai Fuchigami             | Jannika Jira            |

## Besprechung
Die erste Episode der Animeserie, welche in doppelter Länge gezeigt wurde, erhielt von mehreren Kritikern der Onlineplattform Anime News Network gemischte bis negative Kritiken. So wurde unter anderem die Handlung als inkonsistent, langweilig und durchschaubar beschrieben. Ein anderer Rezensent bezeichnete den Charakter Siesta als „wandelnder Tropus“, welcher bereits in diversen anderen Werken zu sehen war. James Beckett schrieb, dass die Show schrecklich beeindruckend darin ist, zwischen einem Rip-Off eines Liam-Neeson-Actionfilms, einer Mystery-Serie bis hin zu einer romantischen Komödie für Jugendliche zu wechseln. Rebecca Silverman befürchtet, dass der Anime zu einer Mystery-Lite-Serie mit einem Harem werden könnte.
Siesta, eine weibliche Protagonistin, erhielt eine Nominierung bei den Anime Trending Awards in der Kategorie Bester weiblicher Charakter des Jahres.

### Auszeichnungen und Nominierungen
| Jahr | Auszeichnung          | Kategorie                              | für    | Resultat  | Quelle |
| ---- | --------------------- | -------------------------------------- | ------ | --------- | ------ |
| 2022 | Anime Trending Awards | Bester weiblicher Charakter des Jahres | Siesta | Nominiert | [ 21 ] |

## Weiteres
Die beiden Virtual YouTuber (VTuber) Shirakami Fubuki und Natsuiro Matsuri von der Agentur Hololive sind in der dritten Episode der Anime-Fernsehserie mit ihrem Original-Charakterdesign zu sehen.
Am Ende jeder Episode der ersten Staffel der Anime-Fernsehserie wurden die Titel der nächsten Folge unter anderem in Japanisch, Deutsch und auf Tamil gezeigt.